# Тетеревиные
Тетереви́ные (лат. Tetraonini) — триба фазановых из подсемейства фазанов (Phasianinae). Являются голарктической группой, характеризующейся морфологическими адаптациями к холодной окружающей среде и чертами поведения, связанными со сложным ухаживанием. Считаются ценными промысловыми птицами.
От остальных курообразных птиц продвинутые тетеревиные отличаются густо оперёнными ноздрями и полностью оперённой плюсной (у индеек отсутствуют обе эти черты). В большинстве случаев оперены у оснований и пальцы, но у белых куропаток пальцы оперены полностью, за исключением самых их кончиков. У рябчиков (роды Tetrastes и Bonasa) плюсна оперена не полностью.

## Внешний вид
К тетеревиным относятся довольно крупные птицы с массивным, плотным телосложением, с короткой шеей и маленькой головой. Длина тела 30—110 см, масса от 0,4 до 6,5 кг (самцы диких индеек обычно достигают до 110 см в длину и весят до 8 кг).
Большинство видов имеют шершавое голое кольцо вокруг глаз с красным жировым пигментом. Ширина короткого, очень выпуклого сверху, толстого у основания клюва обыкновенно больше его высоты. Ноздри прикрыты пёрышками. Довольно короткие крылья округлены. Хвост усечённый или вырезанный.
Ноги обычно оперённые. Задний палец сильных ног, как правило имеющих более или менее оперённую цевку, сидит выше передних. Передние пальцы у основания соединены перепонкой. У многих тетеревиных пальцы с бахромкой из рудиментарных, чешуеобразных, ежегодно линяющих перьев. Шпоры есть только у индеек.
Характеризуются половым диморфизмом, заключающимся в том, что самцы у многих видов размером и окраской отличаются от самок.

## Распространение
К трибе относят птиц, распространённых в палеарктической (например, глухарь, каменный глухарь, тетерев-косач, кавказский тетерев) и в неарктической областях, а именно в умеренном поясе Старого (Европа, Азия) и Нового (Северная Америка) Света соответственно.
На территории бывшего СССР обитают восемь видов, включая белую и тундряную куропатку, тетерева-косача, кавказского тетерева, обыкновенного и каменного глухаря, рябчика и дикушу.

## Образ жизни
Большинство тетеревиных лесные птицы и более или менее сходны между собой по образу жизни. Очень немногие, как большой луговой тетерев (Tympanuchus cupido) североамериканских прерий, живут в безлесных местностях — на равнинах, в горной тундре или степях.
Все тетеревиные оседлые птицы, живущие летом парами или полигамически, а к зиме собирающиеся для кочевки в более или менее крупные стаи.
Питаются растительной пищей — побегами, почками, цветами, ягодами, семенами; птенцы поедают и насекомых.

## Размножение
К трибе относятся как моногамные, так и полигамные птицы.
Один раз в год откладывают жёлтые с бурыми пятнами яйца (по 4—16 штук) в ямки, выкапываемые на земле самками. Лишь у некоторых видов гнёзда обустроены на деревьях. Насиживает и водит птенцов только самка.

## Классификация
Прежде тетеревиных птиц часто выделяли в отдельное семейство (Tetraonidae Vigors, 1825) отряда курообразных (Galliformes). В настоящее время тетеревиные рассматриваются как триба Tetraonini или подсемейство Tetraoninae семейства фазановых (Phasianidae). Во многих классификациях к роду Dendragapus относили также виды, ныне выделенные в роды Falcipennis и Canachites, а к Bonasa — виды, перенесённые в Tetrastes.
Нижеследующая классификация основана на данных Howard and Moore Complete Checklist of the Birds of the World (4-е издание) и Международного союза орнитологов. Итого в трибу тетеревиных входит 22 вида в 11 родах. Индейки (Meleagris) традиционно рассматривались отдельно от тетеревиных, но были включены в эту трибу из-за генетической близости к остальным её представителям. Кокласы (Pucrasia) являются сестринским таксоном по отношению к кладе, включающей индеек и всех остальных тетеревиных, но их классификация ещё не устоялась.
- Индейки (Meleagris)
  - Индейка (Meleagris gallopavo)
  - Глазчатая индейка (Meleagris ocellata)
- Bonasa
  - Воротничковый рябчик (Bonasa umbellus)

- Canachites
  - Канадская дикуша (Canachites canadensis)
- Голубые тетерева (Dendrapagus)
  - Голубой тетерев (Dendragapus obscurus)
  - Dendragapus fuliginosus
- Шалфейные тетерева (Centrocercus)

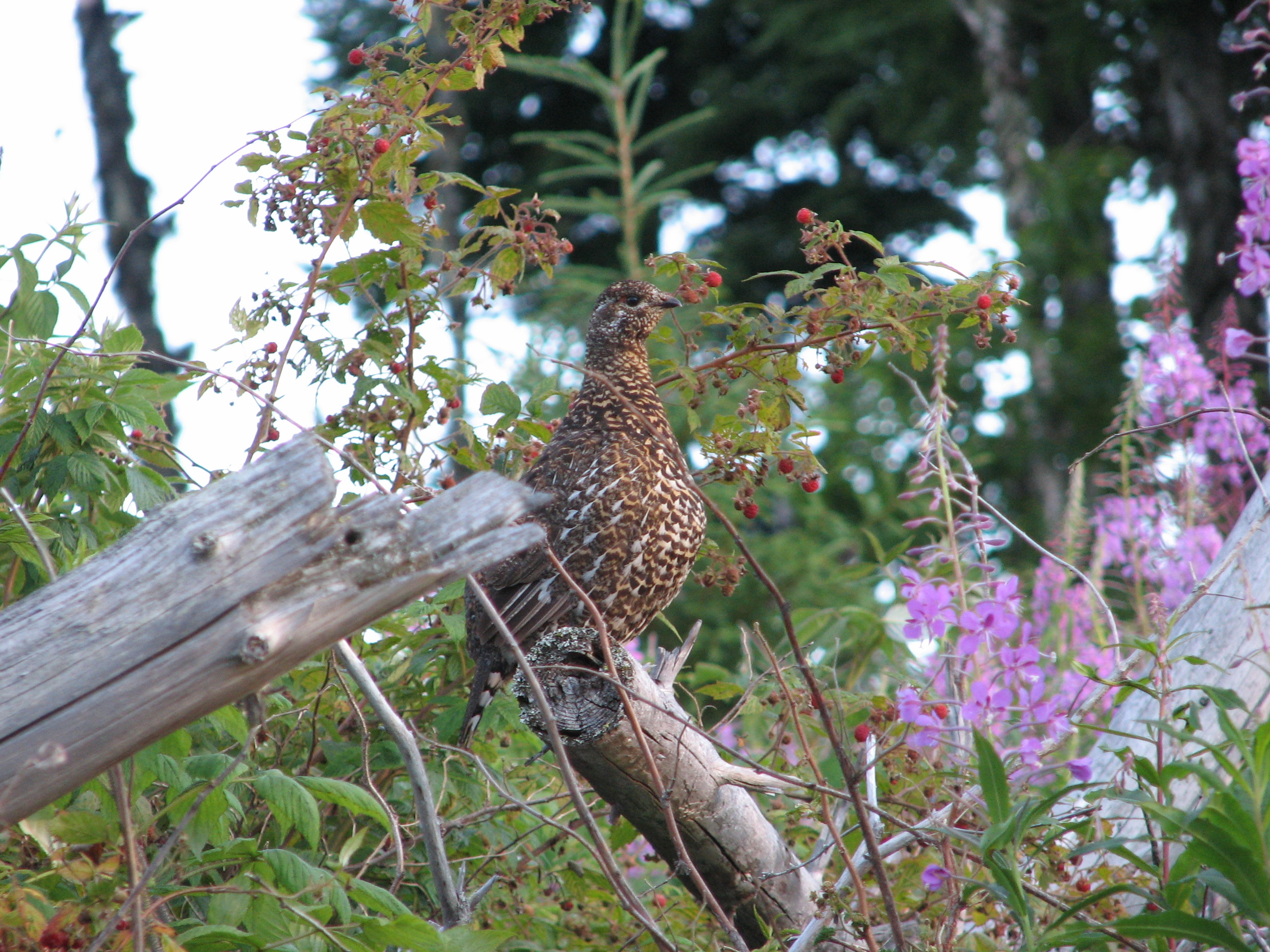
Самка канадской дикуши (Canachites canadensis) в канадском заповеднике Matane

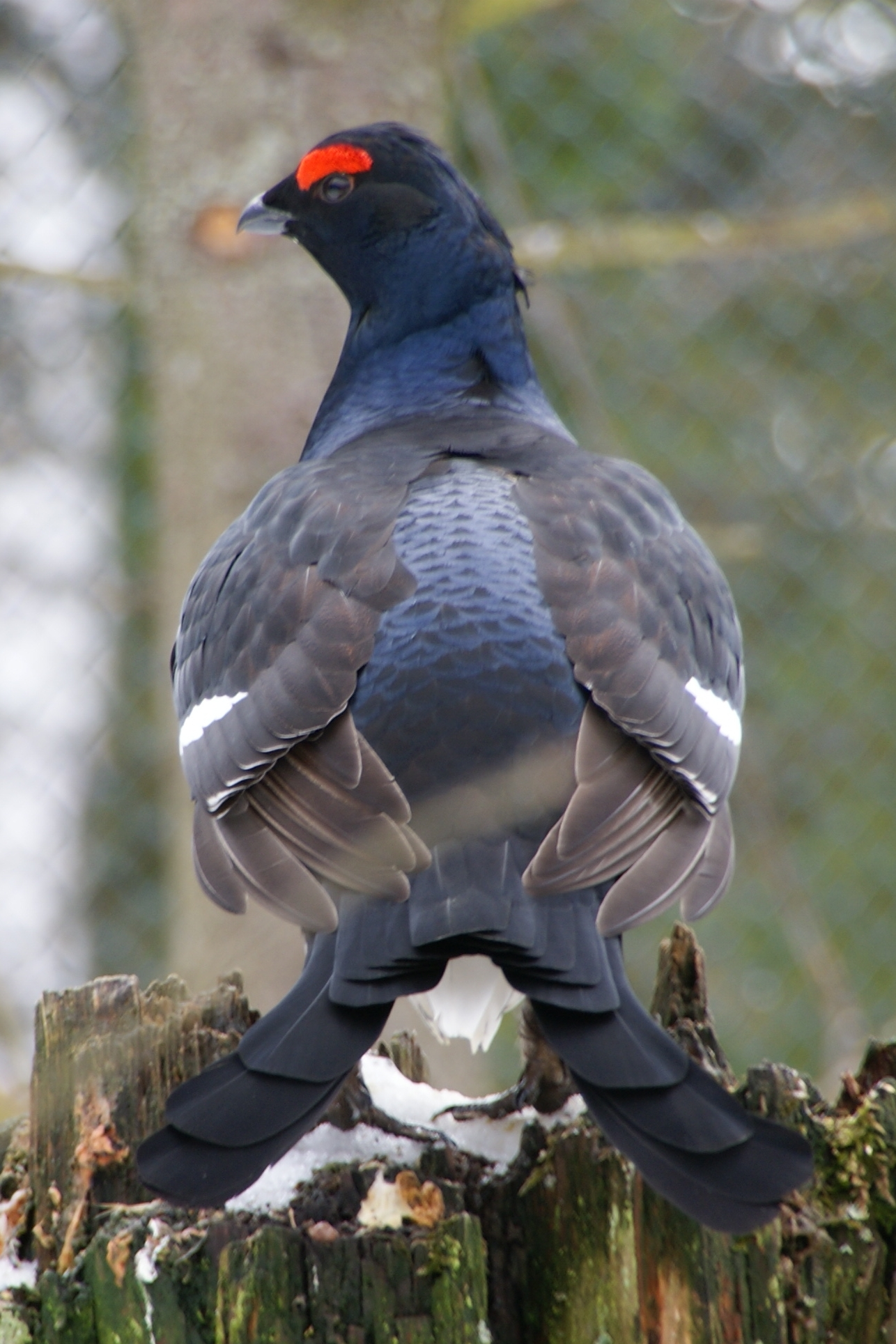
Самец тетерева-косача (Lyrurus tetrix) в открытом вольере на территории Баварского Леса

  - Шалфейный тетерев (Centrocercus urophasianus)
  - Centrocercus minimus
- Луговые тетерева (Tympanuchus)
  - Большой луговой тетерев (Tympanuchus cupido)
  - Малый луговой тетерев (Tympanuchus pallidicinctus)
  - Острохвостый тетерев (Tympanuchus phasianellus)
- Рябчики (Tetrastes)
  - Рябчик (Tetrastes bonasia)
  - Рябчик Северцова (Tetrastes sewerzowi)
- Белые куропатки (Lagopus)
  - Белая куропатка (Lagopus lagopus)
  - Белохвостая куропатка (Lagopus leucura)
  - Тундряная куропатка (Lagopus muta)
  - Lagopus scotica
- Дикуши (Falcipennis)
  - Дикуша (Falcipennis falcipennis)
- Глухари (Tetrao)
  - Глухарь (Tetrao urogallus)
  - Каменный глухарь (Tetrao urogalloides)
- Тетерева (Lyrurus)
  - Кавказский тетерев (Lyrurus mlokosiewiczi)
  - Тетерев-косач (Lyrurus tetrix)

## Генетика
Молекулярная генетика
- Депонированные нуклеотидные последовательности в базе данных EntrezNucleotide, GenBank, NCBI, США: 5763 (по состоянию на 18 февраля 2015).
- Депонированные последовательности белков в базе данных EntrezProtein, GenBank, NCBI, США: 3224 (по состоянию на 18 февраля 2015).

Бо́льшая часть депонированных последовательностей принадлежит белой куропатке (Lagopus lagopus) — генетически наиболее изученному представителю данной трибы.
Геномика
Полное геномное секвенирование было осуществлено в 2014 году для одного вида трибы — тетерева-косача (Lyrurus tetrix).
Филогенетика
В результате секвенирования двух генов митохондриальной ДНК, 12S и ND2, у 17 видов тетеревиных была подтверждена недавно принятая филогенетическая классификация, разделяющая род Dendragapus на два рода — Falcipennis и Dendragapus. В эволюции трибы первая дивергенция произошла между воротничковым рябчиком (Bonasa umbellus) и другими таксонами с последующей дивергенцией между группировкой двух других рябчиков (Tetrastes bonasia и T. sewerzowi) и остальными тетеревиными. Вид Canachites canadensis является родственным по отношению к четырём видам Tetrao, а род Centrocercus — по отношению к объединению Dendragapus obscurus и рода Tympanuchus.
Данные определения первичной структуры участка гена c-mos длиной 480 пн у девяти видов, представляющих четыре рода тетеревиных птиц, указывают на достаточно высокую степень консервативности этого участка ядерного генома. Построена схема филогенетического родства гена c-mos у тетеревиных птиц, показывающая парафилетическое происхождение обыкновенного (Tetrastes bonasia) и воротничкового (Bonasa umbellus) рябчиков.